# Scaphiophryne
Genre
Synonymes
- Pseudohemisus Mocquard, 1895

Scaphiophryne est un genre d'amphibiens de la famille des Microhylidae.

## Répartition
Les 9 espèces de ce genre sont endémiques de Madagascar.

## Liste d'espèces
Selon Amphibian Species of the World (19 mai 2015) :
- Scaphiophryne boribory Vences, Raxworthy, Nussbaum & Glaw, 2003
- Scaphiophryne brevis (Boulenger, 1896)
- Scaphiophryne calcarata (Mocquard, 1895)
- Scaphiophryne gottlebei Busse & Böhme, 1992
- Scaphiophryne madagascariensis (Boulenger, 1882)
- Scaphiophryne marmorata Boulenger, 1882
- Scaphiophryne matsoko Raselimanana, Raxworthy, Andreone, Glaw & Vences, 2014
- Scaphiophryne menabensis Glos, Glaw & Vences, 2005
- Scaphiophryne spinosa Steindachner, 1882

## Publication originale
- Boulenger, 1882 : Catalogue of the Batrachia Salientia s. Ecaudata in the collection of the British Museum, ed. 2, p. 1-503 (texte intégral).